# 藤原朝経
藤原 朝経（ふじわら の あさつね）は、平安時代中期の公卿。藤原北家兼通流、大納言・藤原朝光の長男。官位は正二位・権中納言。

## 経歴
一条朝初頭の寛和2年（986年）に14歳で従五位下に叙爵すると、永延2年（988年）右馬助に任ぜられ、官途を始める。当時は一条天皇の即位と共に兼家が摂政となった時期で、父の朝光も永延3年（989年）大納言へ昇進するなど、兼家派の人材としてそれなりの処遇を得ており、朝経の前途もそれほど暗いものではなかった。
その後、執政の座は兼家から朝光と親密な藤原道隆に遷る中で、正暦2年（991年）左衛門佐、正暦4年（993年）従五位上、正暦5年（994年）右近権少将と、朝経は武官の閲歴を順調に重ねていた。ところが、長徳元年（995年）折からの流行病により父・朝光が没してしまう。この影響からか、3年ほど官位を据え置かれたのち、長徳3年（997年）一転して右少弁に任じられている。当時は、長徳元年（995年）に発生した疫病の大流行で公卿を含む多くの官人が亡くなったあとで、その補充に新たに太政官の首班となった藤原道長派の人物は次々と抜擢される一方で、昇進に与ることもなくさらに文官へ転じるような状況に、朝経の置かれた環境がやや厳しくなっている状況が推察される。
その後、長保元年（999年）左少弁、長保2年（1000年）正五位下、長保3年（1001年）右中弁、長保5年（1003年）従四位下次いで従四位上、寛弘2年（1005年）権左中弁、寛弘6年（1009年）左中弁、と一条朝の後半は弁官を務めながら昇進を続けた。
寛弘8年（1011年）三条天皇が即位すると、天皇と道長との確執から人事が対立する中、天皇と縁の深い小一条流や小野宮流ではなく、道長派というほど近くもない立ち位置から、妥協人事として朝経を用いる場面が増える。寛弘9年（1012年）正四位下・蔵人頭兼右大弁に叙任されると、長和3年（1014年）大蔵卿を兼ね、翌長和4年（1015年）参議に任ぜられ公卿に列した。
長和5年（1016年）三条天皇は譲位したため、以後の昇進は急速ではなくなるが、弁官として養った実務官人としての経験を重宝される。右大弁大蔵卿を兼ねたまま、寛仁2年（1018年）には勘解由長官を兼ね、さらに造宮の功で従三位に昇任、寛仁4年（1020年）には大蔵卿と勘解由長官は辞職したものの、左大弁に転じるなど、公卿による陣定といった政権運営の事務方の中心となっていたことがうかがえる。また、一連の昇任の過程で朝経は道長に接近する機会を得たようで、万寿4年（1027年）の道長の葬送では、参集した公卿の一人として参加している。治安3年（1023年）正三位・権中納言への叙任なども、当時中納言以上はほとんどが道長の縁者もしくは道長政権の協力者であったことから、道長派の公卿としての処遇と考えられる。
長元2年（1029年）1月24日に権中納言を辞任したのち、7月4日に薨去。享年57。最終官位は前権中納言正三位。

## 官歴
『公卿補任』による。
- 寛和2年（986年） 11月20日：従五位下（一品宮御給）
- 永延2年（988年） 正月29日：右馬助
- 正暦2年（991年） 9月21日：左衛門佐
- 正暦4年（993年） 正月7日：従五位上（佐労）
- 正暦5年（994年） 9月8日：右近衛権少将
- 長徳元年（995年） 9月28日：伊予権介[2]
- 長徳3年（997年） 正月28日：右少弁、止伊予権介?[2]。4月1日：次侍従
- 長保元年（999年） 正月30日：左少弁[3]
- 長保2年（1000年） 正月24日：正五位下（弁）。正月27日：五位蔵人
- 長保3年（1001年） 8月：右中弁
- 長保5年（1003年） 正月7日：従四位下（弁）。11月5日：従四位上（造宮行事）。12月：兼弾正大弼
- 寛弘2年（1005年） 6月19日：権左中弁[3]
- 寛弘4年（1007年） 正月：兼但馬守
- 寛弘6年（1009年） 3月4日：左中弁
- 寛弘7年（1010年） 8月28日：止弼
- 寛弘8年（1011年） 2月1日：兼備中権守
- 寛弘9年（1012年） 正月27日：兼近江介。8月11日：右大弁。11月21日：正四位下（悠紀国司）。12月20日：蔵人頭
- 長和3年（1014年） 3月28日：兼大蔵卿[3]
- 長和4年（1015年） 2月18日：参議、弁卿如元
- 長和5年（1016年） 3月23日：着座
- 長和6年（1017年） 正月24日：兼備前守
- 寛仁2年（1018年） 正月27日：兼勘解由長官。7月11日：従三位（造宮行事）
- 寛仁4年（1020年） 11月29日：兼左大弁、辞卿長官
- 治安2年（1022年） 正月30日：兼伊予権守
- 治安3年（1023年） 正月6日：正三位（臨時）。12月15日：権中納言
- 長元2年（1029年） 正月24日：辞権中納言（以基房申任安房守）。7月4日：薨去（前権中納言正三位）

## 系譜
- 父：藤原朝光
- 母：重明親王の娘
- 妻：藤原奉職の娘
  - 長男：藤原誠任（?-1020）[4]
  - 男子：藤原基房
- 生母不明：
  - 男子：藤原基宗
  - 男子：円朝（または円明）